# Armengol III d'Urgell
Pour les articles homonymes, voir Armengol.
Armengol III (ou Ermengol III) (né entre 1031 et 1033 - mort entre le 13 mars et le 12 avril 1065 à Barbastro ou Monzón), dit de Barbastro, fut comte d'Urgell de 1038 à 1065. Il était fils d'Armengol II, comte d'Urgell, et de Constance de Besalú.
Il lutta particulièrement contre les musulmans des royaumes taïfas de Lérida et de Saragosse, au sud de son comté. En 1064, il reçut du roi d'Aragon, Ramire Ier, la garde de la cité de Barbastro, qui venait d'être conquise par les troupes chrétiennes, à la suite de la croisade de Barbastro. Il mourut lors de la contre-offensive des musulmans de la taifa de Saragosse menés par al-Muqtadir.

## Biographie
Armengol naît à une date inconnue, entre 1031 et 1033. Son père, Armengol II, est comte d'Urgell depuis 1011, et de sa deuxième épouse, Constance de Besalú, fille du comte de Besalú, Bernard Taillefer.
En 1038, Armengol devient comte très jeune, à la suite de la mort prématurée de son père parti en pèlerinage en Terre sainte. Allié à son cousin Raimond-Bérenger Ier, comte de Barcelone, il tente de contenir le processus de l'érosion de l'autorité comtale envers la noblesse. En 1039–1040, ils signent un pacte contre Raymond, comte de Cerdagne. Plus tard dans la décennie, Raymond Bérenger paya 20 000 solidi pour le soutien militaire d'Armengol.
Les deux comtes coopèrent également pour la Reconquista et il reçoit un tiers des conquêtes. En 1050, avec l'aide du roi d'Aragon, Ramire Ier, il occupe Camarasa et Cubells après les avoir pris sur Yusuf, émir de Lérida. Il fait aussi la conquête d’Àger qui était retombée aux mains des musulmans de la taïfa de Lérida. Il l'oblige d'ailleurs à lui payer des parias[Quoi ?].
En 1064, Armengol III prend part à la croisade de Barbastro, sous la bannière du roi d'Aragon Sancho Ramírez. Quand Barbastro est prise, les croisés lui confient la garde de la ville. Il meurt le 12 avril 1065 en la défendant contre une contre-attaque des musulmans. D'après Antonio Durán Gudiol, il serait mort plus tôt, toujours en luttant contre les musulmans, près de Monzón, son corps ayant été ramené à Barbastro avant la chute de la ville. Il aurait ensuite reçu une sépulture dans l'église Saint-Pierre d'Àger.

## Mariages et enfants
Armengol III épouse, vers 1050, Adélaïde de Besalú, fille de Guillaume Ier de Besalú, comte de Besalú de la Maison de Barcelone et d'Adélaïde de Provence (fille de Guilhem II de Provence et Gerberge). Elle meurt avant le mois de mai 1055, laissant deux enfants :
- Armengol IV (vers 1051 - 1092), futur comte d'Urgell ;
- Isabelle (morte en 1071), mariée vers 1065 à Sanche Ier, roi d'Aragon, puis vers 1071 à Guillem-Ramòn Ier, comte de Cerdagne.

Armengol se remarie ensuite avec Clémence, fille probable de Bernard II, comte de Bigorre et de Clémence, qui donne naissance à :
- Raymond ;
- Guillaume ;
- Bérenger ;
- Sancie (?), mariée à Hugues II (es), comte d'Empúries.

Enfin, il se remarie en troisièmes noces vers 1063 avec Sancie d'Aragon, fille de Ramire Ier, roi d'Aragon, et de Gisberge de Foix. Une union sans enfant.

### Source principale
- (en) Cet article est partiellement ou en totalité issu de l’article de Wikipédia en anglais intitulé « Ermengol III, Count of Urgell » (voir la liste des auteurs).

### Autres sources
- Archibald R. Lewis, « The Development of Southern French and Catalan Society, 718–1050 », University of Texas Press:, Austin,‎ 1965 (lire en ligne).
- Pierre Ponsich, « Le Conflent et ses comtes du IXe au XIIe siècle », Etudes Roussillonnaises, vol. 1,‎ 1951, p. 241-344.
- Martin Aurell, « Jalons pour une enquête sur les stratégies matrimoniales des comtes catalans (IXe – XIe siècle) », Symposium internacional sobre els origens de Catalunya (Segles VIII-XI), vol. 1,‎ 1991, p. 281-364 (lire en ligne).
- (es) Antonio Gudiol, Ramiro I de Aragón, Saragosse, Ibercaja, 1993, 165 p. (ISBN 978-84-87007-90-3, BNF 37728901).
- (ca) (ca) « Ermengol III d’Urgell », Gran Enciclopèdia Catalana, sur enciclopedia.cat, Barcelone, Edicions 62.